# امیل فاگه
امیل فاگه (به فرانسوی: Émile Faguet) نویسنده و منتقد ادبی قرن نوزدهم میلادی اهل فرانسه است.